# الجامع العمري (دير الزور)
جامع العمري يعتبر أحد اقدم مساجد دير الزور القديم. لا يعرف في أي زمن أعمر. يرجح الشاعر السوري عبد الجبار المفتي وهو أحد أبناء دير الزور، أن المسجد بني في عهد محمد السائح «أبو عابد» 1327 ميلادي، 1391 ميلادي.